# 島田洋一
島田 洋一（しまだ よういち、1957年〈昭和32年〉10月23日 - ）は、日本の国際政治学者、政治家。日本保守党所属の衆議院議員（1期）。
福井県立大学学術教養センター名誉教授、北朝鮮に拉致された日本人を救出するための全国協議会副会長、国家基本問題研究所評議員兼企画委員などを歴任。

## 略歴
大阪府枚方市生まれ。大阪府立四條畷高等学校、京都大学法学部卒業、同大学院法学研究科政治学専攻修士課程修了、博士課程単位取得満期退学。学部では高坂正堯が指導教官で大学院では高坂とともに勝田吉太郎にも師事した。1985年、同大学法学部助手、1988年、文部省に入省し、教科書調査官を務める。1992年福井県立大学助教授、2003年同教授、2023年名誉教授。
国際政治学以外の活動として、北朝鮮に拉致された日本人を救出するための全国協議会副会長、櫻井よしこが代表を務めるシンクタンク・国家基本問題研究所の評議員兼企画委員、FM福井の番組審議会委員を務める。
2024年10月27日執行の第50回衆議院議員総選挙に、日本保守党公認で比例近畿ブロックの1位として立候補。比例近畿ブロックで日本保守党が1議席を獲得したため、初当選を果たす。

## 人物
- フリードリッヒ・ハイエクに影響を受けた[9]。
- 2006年春から6月にかけて、島田は八木秀次、伊藤哲夫、西岡力、中西輝政らと会合を重ね、来るべき「安倍政権」の課題について議論した。彼らは「五人組」と称され、この時期、安倍晋三の重要なブレーンとして知られた[10]。安倍は同年9月20日に行われた自民党総裁選で初当選。9月26日に首相に就任した。
- 産経新聞コラム「正論」執筆メンバー。
- 政治活動家の伊藤哲夫が主宰するシンクタンク「日本政策研究センター」との関わりも深く、同研究所の発行する雑誌に「『闘う政治家』を支える行動派シンクタンク」といった文を寄稿している。
- 2012年9月に行われた自由民主党総裁選挙の際は、「安倍晋三総理大臣を求める民間人有志の会」発起人に名を連ねた[11]。

## 主張
- 慰安婦問題に関しては、河野談話の修正を主張し、安倍晋三に対しても複数回直接提言をおこなっている[10]。2007年6月には歴史事実委員会の全面広告（「THE FACTS」）に賛同者として名を連ね、アメリカ合衆国下院121号決議の全面撤回を主張している[12]。
- 2022年9月、沖縄知事選挙で玉城デニー知事再選と、中国で中華民族琉球特別自治区準備委員会を発足していることに関し、中国にとって玉城デニーは赤子の手をひねるようなものであると述べた[13]。
- 2018年8月に旧統一教会系メディア『世界日報』の読者でつくる「世日クラブ」で講演。北朝鮮を巡る国際関係について解説した[14]。
- 性的少数者への理解増進を図る通称・LGBT法案に関して「百害あって一利なし」と反対の立場を表明している[15]。

## 著作

### 単著
- 『アメリカ・北朝鮮抗争史』（文藝春秋［文春新書］, 2003年）ISBN 9784166603091
- 『3年後に世界が中国を破滅させる　―日本も親中国家として滅ぶのか―』（ビジネス社 2020年）ISBN 9784828422084
- 『アメリカ解体　―自衛隊が単独で尖閣防衛をする日―』（ビジネス社　2021年）ISBN 9784828423128
- 『腹黒い世界の常識』（飛鳥新社　2023年）
- 『許されざる者たち』（飛鳥新社　2024年）

### 共著
- 平田隆太郎・惠谷治・西岡力・李英和・島田洋一『金正日に正しいメッセージを！』（自由国民社, 2005年）
- 平田隆太郎・惠谷治・西岡力・島田洋一『南・北朝鮮、同時崩壊か？』 （東京財団, 2007年）
- 櫻井よしこ編『日本よ、「戦略力」を高めよ』（文藝春秋、2009年）
- 櫻井よしこ、国家基本問題研究所編『日本とインド いま結ばれる民主国家―中国封じ込めは可能か』（文藝春秋、2012年、文庫版2014年）
- 櫻井よしこ、国家基本問題研究所編『日本の勝機』（産経新聞出版、2014年）
- 櫻井よしこ、国家基本問題研究所編『新アメリカ論』（産経新聞出版、2015年）

## 動画
- 飯山陽×島田洋一：新・悪の枢軸vs日本【論壇チャンネルことのは】

## 選挙歴
| 当落 | 選挙                   | 執行日         | 選挙区           | 政党       | 得票数 | 得票率 | 定数 | 得票順位 /候補者数 | 政党内比例順位 /政党当選者数 |
| ---- | ---------------------- | -------------- | ---------------- | ---------- | ------ | ------ | ---- | ------------------ | ---------------------------- |
| 当   | 第50回衆議院議員総選挙 | 2024年10月27日 | 比例近畿ブロック | 日本保守党 | ーー票 | ーー   | 28   | /                  | 1/1                          |